# 氫化鍶
氫化鍶（Strontium hydride）是无机化合物，化学式为SrH2。

## 性質
制备方法：
{\displaystyle {\ce {Sr + H2 -> SrH2}}}
和水反應，生成氫和氫氧化鍶：
SrH2 + 2H2O → 2H2 + Sr(OH)2